# Aleksandar Šapić
Aleksandar Šapić (en serbe : Александар Шапић) est un joueur de water-polo yougoslave et un homme politique serbe né le 1er juin 1978.

## Vie privée
Aleksandar Šapić est né le 1er juin 1978 à Belgrade.

## Carrière sportive
Joueur de water-polo, il est médaillé de bronze lors des Jeux olympiques de 2000.

## Carrière politique
Membre du Parti démocrate de 2006 à 2014, il rejoint le Parti progressiste serbe, le principal concurrent, en 2021.
Il est président de la commune de Nouvelle Belgrade, composante de la ville de Belgrade de 2012 à 2022. Il est élu maire de Belgrade le 3 avril 2022. Il démissionne le 30 octobre 2023 après l'attaque d'une école de la ville.
Candidat à sa réélection lors des élections municipales anticipées du 17 décembre 2023, sa coalition SNS-SPS échoue à obtenir la majorité absolue des sièges. Face aux protestations post-électorales à Belgrade, de nouvelles élections municipales sont organisées.
Il est réélu maire de Belgrade le 24 juin 2024 après la victoire de son parti lors des élections municipales anticipées du 2 juin.